# Constantin Möstl
Constantin Möstl (* 1. April 2000 in Wien)  ist ein österreichischer Handballtorwart.

## Spielerkarriere
Constantin „Consti“ Möstl hat im Alter von sieben Jahren bei Union West Wien Handball zu spielen begonnen.
Ursprünglich lief der Rechtshänder als Feldspieler auf, erst mit 15 Jahren wechselte er auf die Position des Torhüters. Möstl besuchte neben seiner Vereinslaufbahn das Schulleistungssportzentrum des ORG Maroltingergasse, das im Wiener Bezirk Ottakring beheimatet ist, und konnte in seiner Altersstufe die ISF-Schulmeisterschaft 2018 gewinnen; mit dem Team, in dem auch Lukas Hutecek und Elias Kofler spielten, konnte Deutschland im Finale 21:18 besiegt werden.
Ab der Saison 2019/20 lief er für die erste Mannschaft der SG Handball West Wien in der Handball Liga Austria auf.
Mit den Wienern konnte er 2020/21 im EHF European Cup erstmals Erfahrung in einem internationalen Bewerb sammeln. 2022/23 sicherte sich Möstl mit der SG Handball Westwien den Meistertitel in der Handball Liga Austria.
Ab der Saison 2023/24 lief der Wiener für den Alpla HC Hard auf. Für seine Leistungen im Jahr beim Alpla HC Hard wurde Möstl als "Spieler der Saison" ausgezeichnet. Der Torwart war der erste Spieler der diesen Titel erhielt. Im Januar 2024 wurde bekanntgegeben, dass Möstl zur Saison 2024/25 zum deutschen Handballbundesligisten TBV Lemgo wechselt.
Möstl war Teil des Junioren-Nationalteams des Österreichischen Handballbundes. Im März 2022 wurde er erstmals in die österreichische Männer-Handballnationalmannschaft einberufen.
Bei der Europameisterschaft 2024 spielte er in Deutschland für das österreichische Team auf. Bei der Weltmeisterschaft 2025 kam er in sechs Spielen zum Einsatz und belegte mit der Auswahl den 17. Platz.

## Persönliches
Sein Vater ist der ehemalige Handballtorwart Werner Möstl. Sein Halbbruder, Clemens Möstl, ist ebenfalls Handballspieler und aktuell beim Handball West Wien unter Vertrag.

## Erfolge
- Jugend
  - ISF Schul-Weltmeister 2018[14]
  - European M18 Championship Sieger 2018[15]
- SG Handball Westwien
  - Österreichischer Meister 2022/23

## Auszeichnungen
- 2024: Sportler des Jahres: Auszeichnung als Aufsteiger des Jahres[16]